# 中尾駿一郎
中尾 駿一郎（なかお しゅんいちろう、1918年7月27日 ‐ 1981年12月4日）は、日本の撮影監督、映画カメラマン。

## 人物
今井正監督『また逢う日まで』（東宝）などの撮影で、4度、日本映画技術賞を受賞、熊井啓監督『日本の熱い日々 謀殺・下山事件』（俳優座映画放送）で、第5回日本アカデミー賞優秀撮影賞。
戦時中は、撮影助手として修業を積んだ。戦後、今井正監督の劇映画作品で多くカメラを回したほか、東宝退社後は、記録映画も撮影した。

## 経歴

### PCLから東宝へ
- 1918年、東京生まれ。
- 1936年、旧制中学卒業後、PCLに入社。
- 1946年、今井正監督『人生とんぼ返り』で撮影監督デビュー。
- 1947年、今井正・楠田清・関川秀雄監督のオムニバス『地下街二十四時間』（東宝）、今井正監督『春のめざめ』（東宝）の撮影。
- 1949年、小田基義監督『地獄の貴婦人』（東宝＝松崎プロ）の撮影。
- 1950年、今井正監督『また逢う日まで』（東宝）を最後に東宝を追放される。

### 独立プロでの活躍
- 1951年、『また逢う日まで』（東宝）の撮影で、第4回日本映画技術賞受賞[1]、今井正監督『どっこい生きてる』（新星映画・前進座）、丸山誠治監督『三太物語』（新東宝）撮影担当。
- 1952年、記録映画『氷雪に挑む 寒地保線の人々』（内外映画社）の撮影。
- 1953年、関川秀雄監督『ひろしま』（日教組プロ）、家城巳代治監督『雲ながるる果てに』（重宗プロ＝新世紀映画）、今井正監督『にごりえ』（新世紀プロ＝文学座）、今井正監督『ひめゆりの塔』（東映）の撮影。
- 1955年、今井正監督『愛すればこそ 第二話 とびこんだ花嫁』（独立映画）、今井正監督『ここに泉あり』（中央映画）、今井正監督『由紀子』（中央映画）、山村聰監督『沙羅の花の峠』（日活）の撮影担当。
- 1956年、今井正監督『真昼の暗黒』（現代ぷろ）、中平康監督『狙われた男』（日活）の撮影担当。

### 今井監督とともに
- 1957年、今井正監督『米』（東映東京）、今井正監督『純愛物語』（東映東京）撮影担当。
- 1958年、今井正監督『夜の鼓』（現代ぷろ）撮影担当。
- 1959年、今井正監督『キクとイサム』（大東映画）、小林太平監督『陽のあたる家』（平凡映画）、岩城其美夫監督『世界の名物　虹の祭典』（松竹）、『中国歌舞団訪日記録　獅子と蝶と紅い絹』（山王プロ）撮影担当。
- 1960年、今井正監督『白い崖』（東映東京）、若林栄二郎監督『殺られてたまるか』（第二東映東京）、望月優子監督『海をわたる友情』で撮影担当。
- 1961年、パラマウント映画『青い目の蝶々さん』撮影担当。
- 1962年、今井正監督『喜劇 にっぽんのお婆あちゃん』（M・I・Iプロ）撮影担当。
- 1964年、今井正監督『越後つついし親不知』（東映東京）、今井正監督『仇討』（東映京都）撮影担当。
- 1965年、『日本の憲法』（京都改憲阻止映画製作委員会）で、竜神孝正とともに撮影担当。
- 1967年、『カルピスの誕生』（東京シネマ）撮影担当。亀井文夫監督『未来を紡ぐものートーア紡への招待ー』撮影担当。
- 1969年、今井正監督『橋のない川』（ほるぷ映画）撮影担当。
- 1970年、『橋のない川第一部』（ほるぷ映画）の撮影で、第23回日本映画技術賞受賞[1]。同年、今井正監督『橋のない川　第二部』（ほるぷ映画）撮影担当。
- 1971年、今井正監督『婉という女』（ほるぷ映画）撮影担当。
- 1974年、今井正監督『小林多喜二』（多喜二プロ）、『街道に残る文化財』（制作：東京都映画協会・日本記録映画作家協会、企画：東京都教育庁）小松浩・武井大・谷沢一義とともに、撮影担当。

### 晩年
- 1975年、樋口源一郎監督『東ドイツの旅−ドイツ民主共和国の文化−』撮影担当。
- 1977年、『映画論講座 3』（合同出版）に、「映画撮映技術入門」を寄稿。
- 1978年、『オモニ 怒りは燃える』（韓国民主回復統一促進国民会議）の撮影監督（金慶植との共同監督）[2]
- 1978年、堀川弘通監督の実話に基づいた映画『翼は心につけて』（翼プロ）、『今こそ自由を！金大中氏らを救おう』（製作　川本博康）で、福沢康道とともに、撮影担当。
- 1980年、森川時久監督の実話に基づいた映画『翔べイカロスの翼』（翼プロ）撮影担当。
- 1981年、熊井啓監督『日本の熱い日々 謀殺・下山事件』（俳優座映画放送）、『よみがえる東塔』（TVC山本・フジテレビ）撮影担当。同年12月4日死去。
- 1982年、橋本忍監督『幻の湖』（橋本プロ）公開。『日本の熱い日々 謀殺・下山事件』の撮影で、第35回日本映画技術賞[1]と第5回日本アカデミー賞優秀撮影賞[3]。
- 1984年、『よみがえる東塔』の撮影で、田中正・木塚誠一・完倉泰一とともに、第37回日本映画技術賞受賞[1]。